# Е̨

Ilustrace

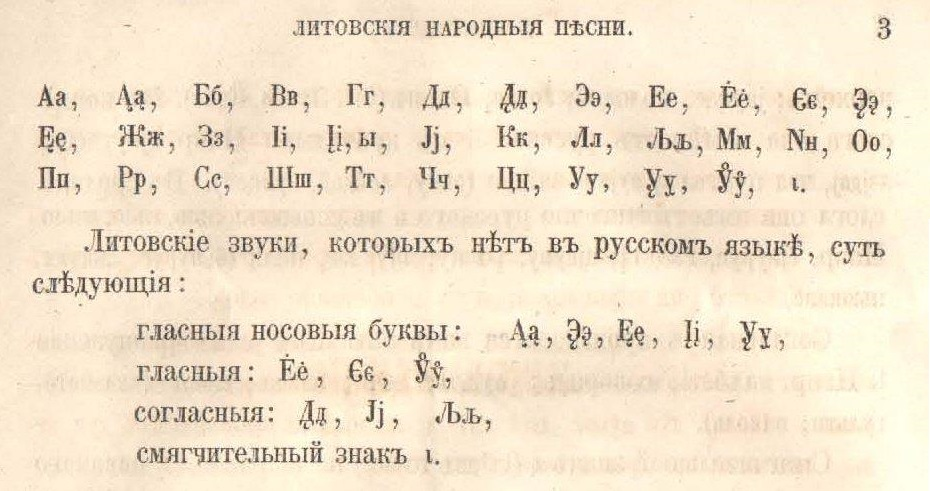
Juškova abeceda určená pro přepis litevštiny obsahující mj. i písmeno Е̨

Е̨ (minuskule е̨) je písmeno používané v cyrilici, které se v 19. století používalo pro přepis polské a litevské abecedy do cyrilice jako ekvivalent latinského písmene Ę.
Písmeno vzniklo přidáním diakritického znaménka zvaného ocásek k písmenu Е.

## Unicode
V Unicode mají písmena Е̨ a е̨ tyto kódy:
- Е̨ U+0415 a U+0328
- е̨ U+0435 a U+0328